# Johann Franz
Johann Franz starší (28. ledna 1863, Nová Les – 17. června 1939, Prostredný hrot) byl horský vůdce a horolezec z Nové Lesné, spišský Němec.

## Lezecké a průvodcovské výkony
Lezl v Tatrách již od 16 let, vedle farmářství se stal již v roce 1896 vyhledávaným horským vůdcem. Dělal i horského záchranáře. Uskutečnil 121 prvovýstupů, z toho 31 v zimě. Jeho 42 prvních výstupů na panenské štíty nikdo nepřekonal. Např. první výstup na Těžký (Český) štít, Mengusovský Volovec a první přelezení celého hřebene Hrubô. Uskutečnil prvovýstup s K. Jordanem na Lomnický štít cestou, nazvanou „Jordánka“ či s E. Dubkem na Prostřední hrot tzv. „Dubkeho lávkou“. Vedl první zimní výstupy např. na Gerlachovský štít, Veľký Mengusovský štít, Satan, Vysokou, dokonce i exponovanou Velkou Vidlovou věž.
Během první světové války a po vzniku ČSR se možnosti práce jako horského vůdce zhoršily, protože ubylo klientů. Živil se různými způsoby. Když byl podruhé přistižen s plným pytlem protěže, byl vyloučen z řad horských vůdců. Dále vodil nelegálně až do vysokého věku, zahynul na túře s klientem na Prostredný hrot. Při sestupu za bouřky uklouzl na mokré skále a spadl do jihozápadních srázů štítu.
Jeho syn Johann Franz ml., rovněž nadaný horský vůdce a skialpinista, padl na haličské frontě v roce 1915.